# Daclizumabe
Daclizumabe é um fármaco utilizado pela medicina como imunossupressor.
Este fármaco é de origem biotecnológica, um anticorpo monoclonal humanizado que atua antagonizando os receptores da interleucina 2, fazendo com que seja inibido a ação dos linfócitos T.Possui uma meia-vida longa de 20 dias.

## Indicações
É indicado na realização de transplantes, associado com corticóides e ciclosporinas.